# Trondes
Trondes é uma comuna francesa na região administrativa de Grande Leste, no departamento de Meurthe-et-Moselle. Estende-se por uma área de 12,64 km². Em 2010 a comuna tinha 558 habitantes (densidade: 44,1 hab./km²).